# Ериова, Квета
Кветослава Ериова-Пецкова (чеш. Květoslava Jeriová-Pecková [ˈkvjɛtoslava ˈjɛrɪjovaː ˈpɛtskovaː]; 10 октября 1956 года, Залесни-Льгота) — чехословацкая лыжница, призёрка Олимпийских игр и чемпионата мира, победительница этапов Кубка мира.

## Карьера
В Кубке мира Ериова дебютировала в 1982 году, тогда же одержала первую победу на этапе Кубка мира. Всего имеет на своём счету 8 побед на этапах Кубка мира. Лучшим достижением Ериовой в общем итоговом зачёте Кубка мира являются 3-и места в сезонах 1981/82 и 1982/83.
На Олимпийских играх 1980 года в Лейк-Плэсиде, завоевала бронзу в гонке на 5 км, а также стала 4-й в эстафете и 9-й в гонке на 10 км.
На Олимпийских играх 1984 года в Сараево, завоевала серебро в эстафетной гонке и бронзу в гонке на 5 км коньком, кроме того заняла 10-е место в гонке на 10 км классикой и 12-е место в гонке на 20 км классикой.
На чемпионате мира-1982 в Осло завоевала бронзу в гонке на 10 км коньком.